# Leptotarsus lustralis
Leptotarsus lustralis är en tvåvingeart som först beskrevs av Alexander 1936.  Leptotarsus lustralis ingår i släktet Leptotarsus och familjen storharkrankar. Inga underarter finns listade i Catalogue of Life.